# دانبچن
دانبچن (به لهستانی:  Dąbczyn) یک روستا در لهستان است که در گمینا چیخانوویتس واقع شده‌است. دانبچن ۴۰ نفر جمعیت دارد.